# Приключение на плоту (мультфильм)
«Приключение на плоту» — рисованный мультфильм киностудии «Союзмультфильм» 1981 года, является продолжением мультфильма «Пустомеля» 1980 года.

## Сюжет
Зайчата, бельчата и мышонок решили отправиться в путешествие по речке, чтобы поделиться с заречными зайцами урожаем морковки, и построили плот. А лисёнок и волчонок, на поводу у их друга воронёнка, угнали у них плот и поплыли сами. Но управлять плотом не сумели и сели на мель. Зверята спасли незадачливых угонщиков и высадили на берег, а сами поплыли дальше по речке.

## Создатели
| автор сценария             | Владимир Капнинский |
| кинорежиссёр               | Борис Бутаков |
| художник-постановщик       | Ада Никольская |
| кинооператор               | Михаил Друян |
| композитор                 | Ираклий Габели |
| звукооператор              | Борис Фильчиков |
| редактор                   | Татьяна Папорова |
| художники-мультипликаторы: | Виктор Лихачёв, Виталий Бобров, Марина Рогова, Владимир Крумин, Виктор Арсентьев, Наталия Богомолова                                                             |
| роли озвучивали:           | Ефим Кациров (воронёнок), Светлана Харлап (зайчонок-изобретатель), Людмила Гнилова (мышонок), Ольга Громова (лисёнок, бельчата), Клара Румянова (заяц, волчонок) |
| директор съёмочной группы  | Нинель Липницкая |